# Ель-Бусейра (нохія)
Ель-Бусейра (араб. ناحية البصيرة‎‎) — нохія у Сирії, що входить до складу району Дайр-ез-Заур провінції Дайр-ез-Заур. Адміністративний центр — м. Ель-Бусейра.
| Сирія | Це незавершена стаття з географії Сирії. Ви можете допомогти проєкту, виправивши або дописавши її. |